# هرزنامه

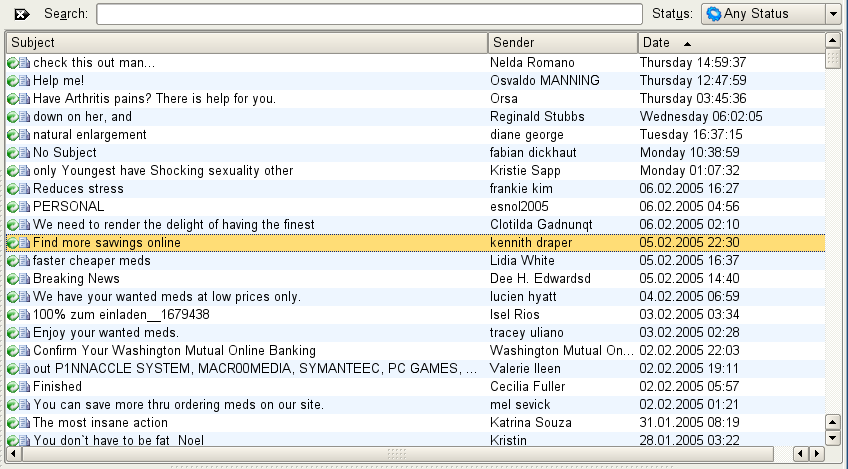

هرزنامه یا هرزنگاری رایانامه‌ای یا اسپم ایمیل (به انگلیسی: E-mail spam)، سوء استفاده کردن از سامانهٔ انتقال پیام است (شامل اکثر وسایل انتشار رسانه‌ای، سامانه‌های تحویل دیجیتال) که به پیام‌های گروهی و ناخواسته گفته می‌شود. بیشترین فرم شناخته شده هرزنامه، هرزنامه‌های پست الکترونیک است. گرچه این کلمه در رسانه‌های دیگری همچون: هرزنامه instant messaging، هرزنامه گروه‌های خبری، هرزنامه  موتورهای جستجو وب، هرزنامه در بلاگ‌ها، هرزنامه در ویکی، هرزنامه در تبلیغات طبقه بندی شده آنلاین، هرزنامه در پیام‌های گوشی‌های همراه، هرزنامه در انجمن‌های اینترنتی، فکس‌های ناخواسته، هرزنامه در شبکه‌های اجتماعی و هرزنامه در شبکه‌های اشتراک فایل هم دیده می‌شود. فرستادن هرزنامه همچنان به دلیل صرفه اقتصادی پایدار می‌ماند؛ زیرا تبلیغ کنندگان هیچ هزینه‌ای صرف مدیریت لیست‌های ایمیل‌ هایشان نمی‌کنند و این، کار را برای مسئول دانستن فرستندگان ایمیل سخت می‌کند.
هرزنامه یا هرزنگاری رایانامه‌ای یا اسپم ایمیل (به انگلیسی: E-mail spam)، سوء استفاده کردن از سامانهٔ انتقال پیام است (شامل اکثر وسایل انتشار رسانه‌ای، سامانه‌های تحویل دیجیتال) که به پیام‌های گروهی و ناخواسته گفته می‌شود. بیشترین فرم شناخته شده هرزنامه، هرزنامه‌های پست الکترونیک است. گرچه این کلمه در رسانه‌های دیگری همچون: هرزنامه instant messaging، هرزنامه گروه‌های خبری، هرزنامه موتورهای جستجوی وب، هرزنامه در بلاگ‌ها، هرزنامه در ویکی، هرزنامه در تبلیغات طبقه بندی شده آنلاین، هرزنامه در پیام‌های گوشی‌های همراه، هرزنامه در انجمن‌های اینترنتی، فکس‌های ناخواسته، هرزنامه در شبکه‌های اجتماعی و هرزنامه در شبکه‌های اشتراک فایل هم دیده می‌شود. فرستادن هرزنامه همچنان به دلیل صرفه اقتصادی پایدار می‌ماند؛ زیرا تبلیغ کنندگان هیچ هزینه‌ای صرف مدیریت لیست‌ ایمیل‌هایشان نمی‌کنند و این کار را برای مسئول دانستن فرستندگان ایمیل سخت می‌کند.
۸۰٪ رایانامه‌های جهان هرزنامه هستند. بعضی از هرزنامه ها شامل بدافزار های کامپیوتری هستند و ممکن است به اطلاعات شما دست یابند.